# Kellassaare
Koordinaten: 59° 4′ N, 27° 0′ O
Kellassaare ist ein Dorf (estnisch küla) in der Landgemeinde Alutaguse (bis 2017 Tudulinna). Es liegt im Kreis Ida-Viru (Ost-Wierland) im Nordosten Estlands.
Das Dorf hat 21 Einwohner (Stand 1. Januar 2011).

## Persönlichkeiten
Berühmtester Sohn des Ortes ist der Agrarökonom Adolf Mölder (1912–1976), der sich vor allem als Forscher im Bereich Tierzucht auszeichnete. An seinem Geburtshaus wurde 1982 eine Gedenktafel eingeweiht, ein Zimmer im Haus ist als Museum eingerichtet.